# Valle-d'Orezza
Valle-d'Orezza is een gemeente in het Franse departement Haute-Corse (regio Corsica) en telt 45 inwoners (2009).

## Geografie
De oppervlakte bedraagt 3,93 km², de bevolkingsdichtheid is 11,5 inwoners per km² in 2009.

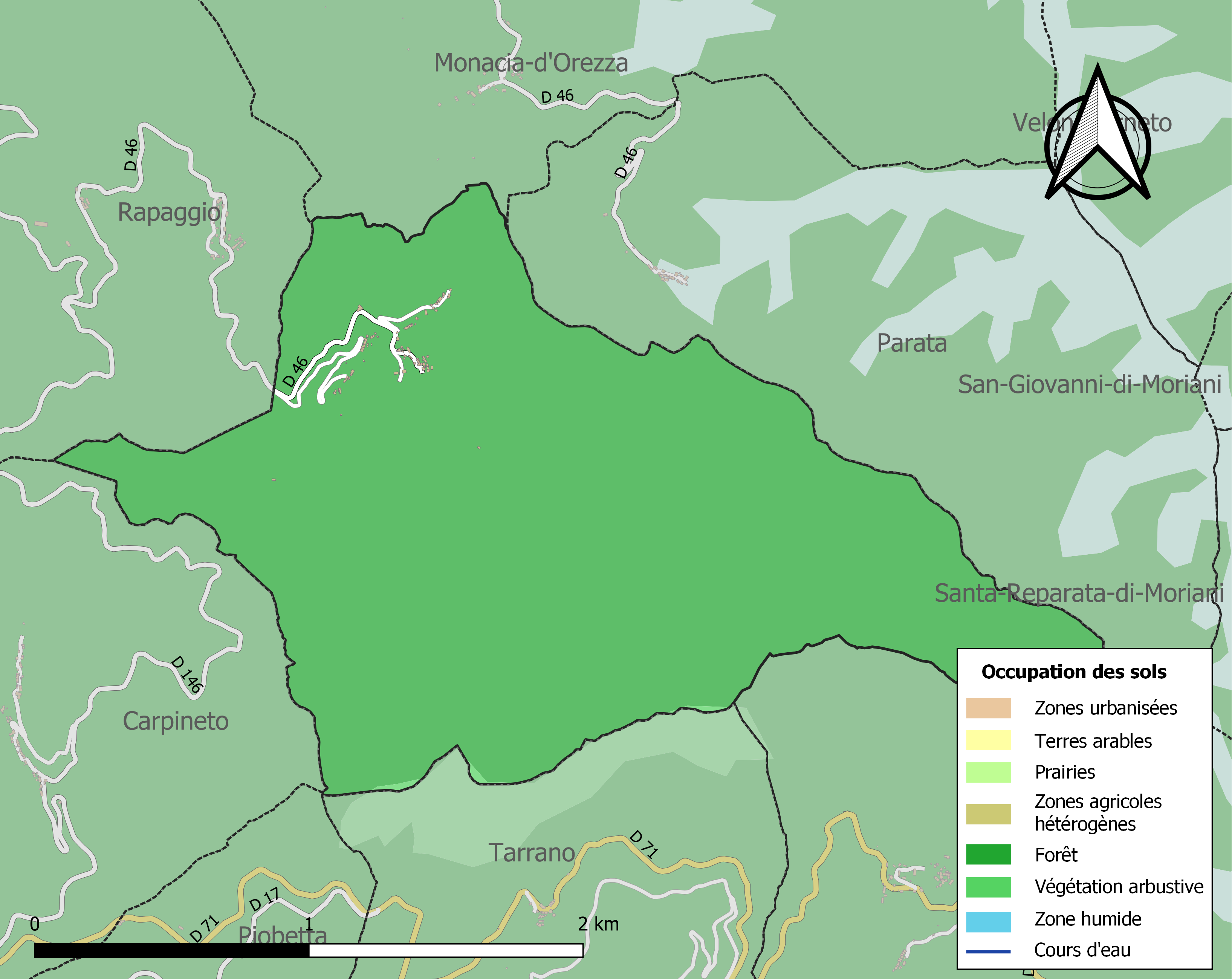
Kaart van de gemeente met de belangrijkste infrastructuur, bodemgebruik en omliggende gemeenten

## Demografie
Onderstaande figuur toont het verloop van het inwonertal.
Vanwege een beveiligingsprobleem met de MediaWiki Graph-software is het momenteel niet mogelijk deze grafiek weer te geven. Zodra de software is bijgewerkt zal de grafiek vanzelf weer zichtbaar worden.